# 아라비아 자유군단
아라비아 자유군단(아랍어: جيش بلاد العرب الحرة, 독일어: Legion Freies Arabien)은 독일 국방군 소속 자유군단 중 하나이다.
1941년 아돌프 히틀러 총통의 지시에 따라 중동, 북아프리카에 거주하는 아랍인으로 구성된 군단이 결성되었으며 아민 알후세이니가 결성 과정에 참여했다. 제2차 세계 대전의 북아프리카 전역에서는 횃불 작전에 참여했다.

## 같이 보기
- 파랑 사단